# Église Saint-Jean de Maison-Feyne
Pour les articles homonymes, voir Église Saint-Jean.
L'église Saint-Jean est une église catholique située à Maison-Feyne, en France.

## Localisation
L'église est située dans le département français de la Creuse, sur la commune de Maison-Feyne.

## Historique
L'édifice est classé au titre des monuments historiques en 1969.